# جنیفر گادیرووا
جنیفر گادیرووا (انگلیسی: Jennifer Gadirova؛ زادهٔ ۳ اکتبر ۲۰۰۴) ژیمناست هنری زن اهل بریتانیا است.